# Philadelphský chromozom

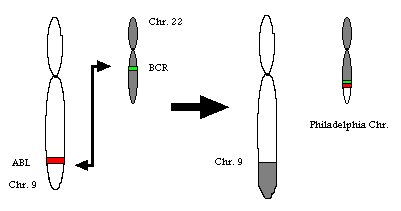
Jednoduché schéma znázorňující, k jaké výměně dojde při vzniku těchto defektních chromozomů

Philadelphský chromozom je defektní malý lidský chromozom, který vzniká mutací (konkrétně tzv. chromozomovou translokací) dvou lidských normálních chromozomů. Konkrétně se dlouhé raménko (q34) chromozomu 9 vymění za část dlouhého raménka (q11) chromozomu 22. Následkem toho dojde k fúzi genů c-abl a bcr, přičemž první z genů pochází z chromozomu 9, druhý z chromozomu 22.
Zmíněný gen c-abl však je onkogenní a jeho mutace v bílých krvinkách způsobuje v tomto případě rakovinné bujení. Philadelphské chromozomy zapříčiňují až 85% myelogenních a akutních leukemií. Jméno tento chromozom dostal podle města Philadelphia, kde byl poprvé objeven.